# Gondecourt
Gondecourt is een gemeente in het Franse Noorderdepartement (Frans: département du Nord) in de regio Hauts-de-France. De plaats maakt deel uit van het arrondissement Rijsel. Gondecourt telde op 1 januari 2022 4.099 inwoners.

## Geografie
De oppervlakte van Gondecourt bedroeg op 1 januari 2022 8,22 vierkante kilometer; de bevolkingsdichtheid was toen 498,7 inwoners per km².

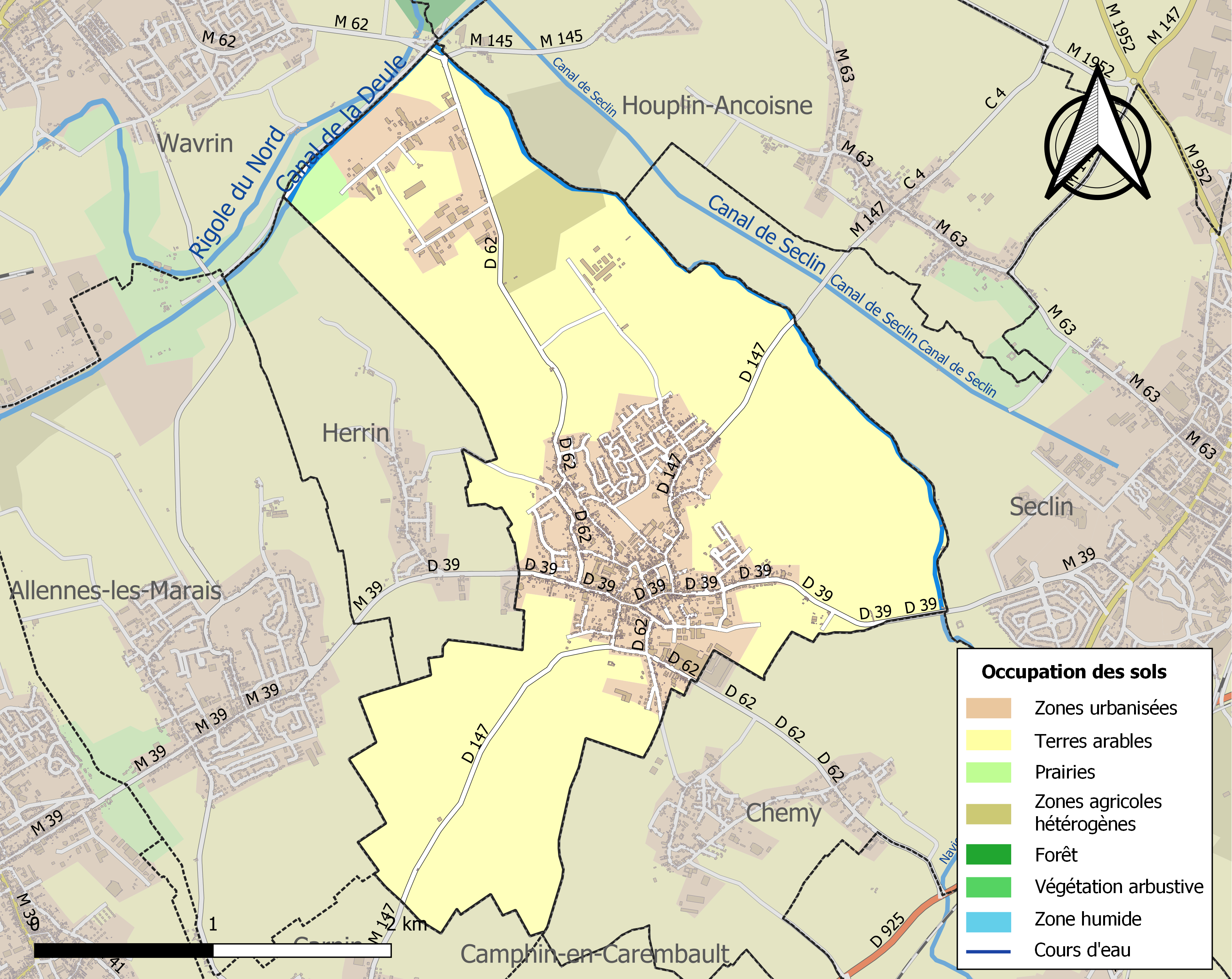
Kaart van de gemeente met belangrijkste infrastructuur, bodemgebruik en omliggende gemeenten

## Demografie
Onderstaande figuur toont het verloop van het inwonertal (bron: INSEE-tellingen).